# Podstary Zamość
Podstary Zamość – wieś w Polsce położona w województwie lubelskim, w powiecie zamojskim, w gminie Stary Zamość.
W latach 1975–1998 miejscowość administracyjnie należała do województwa zamojskiego.
| SIMC    | Nazwa        | Rodzaj    |
| ------- | ------------ | --------- |
| 0899207 | Doły         | część wsi |
| 0899213 | Kolonia Duża | część wsi |
| 0899220 | Kolonia Mała | część wsi |

Na terenie wsi funkcjonują dwa sołectwa: Podstary Zamość i Podstary Zamość-Doły. Według Narodowego Spisu Powszechnego z roku 2011 wieś liczyła 206 mieszkańców.
Wierni Kościoła rzymskokatolickiego należą do parafii Wniebowzięcia Najświętszej Maryi Panny w Starym Zamościu.

## Historia
Słownik geograficzny Królestwa Polskiego z roku 1877 wymienia Podstary Zamość jako folwark w ówczesnej gminie Nielisz parafii Stary Zamość. Pierwszy Powszechny Spis Ludności z roku 1921 wymienia Podstary Zamość w gminie Nielisz jako kolonię posiadającą 58 domów i 378 mieszkańców. W 1892 roku urodził się tu Wojciech Smykowski, polski muzyk, pedagog i działacz komunistyczny.